# Tatari multispinosus
Tatari multispinosus là một loài nhện trong họ Salticidae.
Loài này thuộc chi Tatari. Tatari multispinosus được Lucien Berland miêu tả năm 1938.